# جامع العسافي
جامع العسافي وهو من مساجد العراق القديمة التي بنيت في عهد الملك فيصل الثاني، ولقد سمي نسبة لأسرة باني المسجد عبد العزيز العسافي، ويسمى الجامع أحياناً خطأ بجامع العساف، وربما كتب كذلك في لافتات رسمية وهو خطأ شائع، فالعساف أسرة أو عدة أسر أخرى لا ينتمي لها باني المسجد.

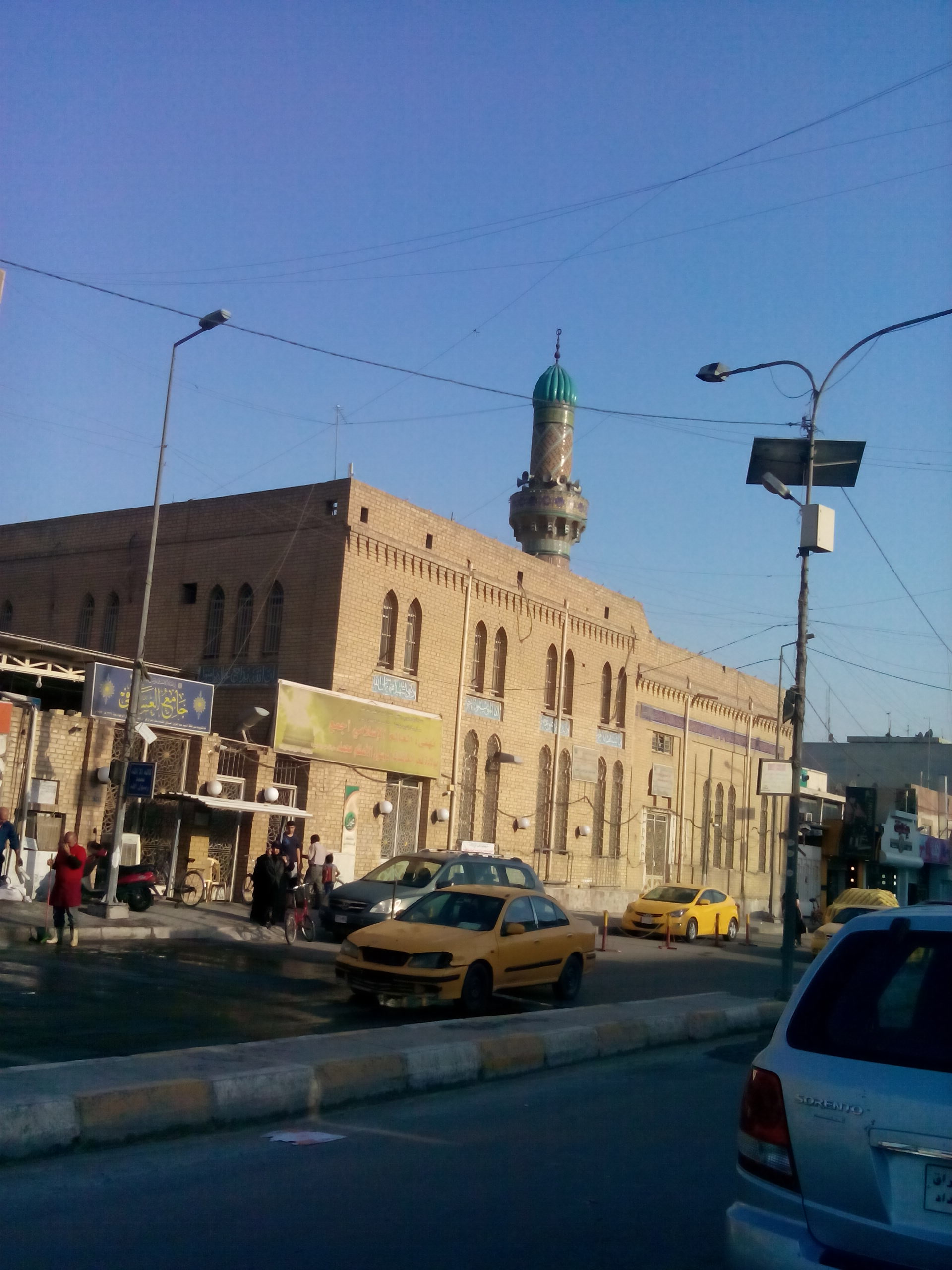
واجهة جامع العسافي في شارع الضباط

ويقع جامع العسافي في قضاء الأعظمية في جانب الرصافة من مدينة بغداد، في منتصف شارع الضباط في منطقة راغبة خاتون، وتم تشييد الجامع في عام 1376 هـ/1956م، ولقد قام الملك فيصل الثاني بافتتاحهِ في عام 1957م، ويعد من معالم ومساجد بغداد البارزة والمعروفة في منطقة الأعظمية، وكان الشيخ نجم الدين الواعظ إماماً وخطيباً وواعظاً فيهِ حتى عام 1965م.
وجامع العسافي مسجد فسيح وفيهِ مرفقات كثيرة، ويقع الباب الرئيسي على الشارع العام، وتبلغ مساحته الأجمالية 2000م2، ويستوعب أكثر من 2000 مصل تقريباً، والمسجد تعلوه قبة كبيرة غلفت بالكاشي الأزرق، وله محراب كبير فخم غلف بالمرمر الكاشاني، أما المنبر فصنع من الخشب الصاج المزخرف وفوقه قبة، وللجامع منارة مئذنة عالية ترتفع بنحو 25 مترا، بنيت من الطابوق وغلفت بالكاشي الأزرق وهي ذات بناء بطراز معماري بغدادي، وباب المنارة من داخل الحرم، وللمسجد طارمة خارجية وفيه غرفة للامام والخادم، وتقام فيهِ حالياً صلاة الجمعة وصلاة العيدين والصلوات الخمسة.
وقد بني الجامع على نفقة المحسن النجدي عبد العزيز بن صالح بن محمد العسافي، والذي هاجر والده (صالح) من عنيزة (التي تقع في منطقة القصيم، في السعودية) إلى بغداد قرابة سنة 1300هـ/1880م، بعد أن كان يتردد عليها، وذلك ليكون إلى جوار والده (محمد بن صالح بن سليمان العسافي) حيث كانت له أملاك وتجارة واسعة وكان يعد من كبار تجار بغداد ومن رجالات العقيلات المشهورين برحلاتهم وتجارتهم بين العراق ونجد والهند في ذلك الحين، وقد درس عبد العزيز العسافي في بيروت ثم أدنبرة في سكوتلندا، وقد توفي عن أرملة من أسرة المزيرعي بلا أولاد، وتزوجها أخوه عبد الرحمن من بعده.
تتابع على هذا الجامع في منصب الإمامة والخطابة مجموعة من العلماء الدعاة ومنهم:
- الشيخ نجم الدين الواعظ.
- الشيخ داود الآلوسي.
- الشيخ محمد سالم النعيمي.
- الشيخ ظافر الآلوسي.
- سعد الجومرد.